# Pałac arcybiskupi we Wrocławiu
Pałac arcybiskupi we Wrocławiu, dawniej pałac Sufraganów (niem. Haus der Suffragane) – rezydencja arcybiskupa metropolity wrocławskiego, przy ul. Katedralnej 11 we Wrocławiu.

## Historia
Pierwszą rezydencję biskupów wrocławskich zbudowano na Ostrowie Tumskim w XIII wieku. Następnie rozbudowano ją w XIV, XV, XVI i XVII wieku. Do połowy XVIII wieku znajdowała się tutaj wieża mieszkalna, siedziba prepozyta kapituły katedralnej. Obecna rezydencja zwana Prepozytówką (Dom Prepozyta Kapituły Katedralnej) została wybudowana jako pałac sufraganów. Odbudowano ją po pożarze w latach 1766-1769 w stylu barokowym według projektu H. G. Kruga (Karl Gottfried Geissler zaprojektował bramę wjazdową i nowe oficyny), przebudowano w 1792 w stylu klasycystycznym według projektu Carla Gottharda Langhansa.
Od XVII w. do 1810 r. faktyczną rezydencją biskupów wrocławskich był pałac biskupi w Nysie; wrocławski pałac stał się siedzibą biskupów ponownie dopiero od 1945 r.
Pałac ponownie przebudowano w XIX wieku. Podczas oblężenia Festung Breslau w 1945 jedynie oficyny uległy zniszczeniu  i odbudowano je, obniżone o 1 kondygnację.
W tej rezydencji ukryto 80 mln zł wypłacone z konta bankowego NSZZ „Solidarność” tuż przed wprowadzeniem stanu wojennego w 1981. Również tu po wprowadzeniu stanu wojennego ukrywał się Władysław Frasyniuk.
W 1962 r. obiekt wpisano do rejestru zabytków, a w 1994 r. uznano za zabytkowy barokowy, zrekonstruowany ogród, położony na tyłach pałacu, od strony Odry.